# لودویگ فان بتهوون (۱۷۱۲–۱۷۷۳)
لودویگ فان بتهوون (پدربزرگ) (به آلمانی: Ludwig van Beethoven، با نام اصلیِ «لودُویکوس فان بیتهوفن» (به هلندی: Ludovicus van Beethoven) یا «لودویک فان بیتهوفن» (به هلندی: Lodewijk van Beethoven)‏ (تلفظ هلندی: [ˈlo:dəʋɛik fɑm ˈbe:tɦo:və(n)]) (زادهٔ ۵ ژانویهٔ ۱۷۱۲، مشلان – درگذشتهٔ ۲۴ دسامبر ۱۷۷۳، بن) خواننده، موسیقی‌دان، و آهنگساز اهل فلاندر هلند (بلژیک امروزی) بود. او پدر یوهان فان بتهوون و پدربزرگ پدریِ لودویگ فان بتهوون، آهنگساز بزرگ آلمانی، بود.
او فرزند یک نانوا به نام میشائل فان بتهوون (Michael van Beethoven؛‏ ۱۶۸۴–۱۷۴۹) و همسر او، ماریا لوئیزه استویکرس (Maria Louise Stuyckers‏؛ ۱۶۸۵–۱۷۴۹)، بود. میشائل، افزون بر نانوایی، به خرید و فروش املاک و همچنین تجارت لوازم منزل و تابلوهای عتیقه اشتغال داشت.
لودویگ فان بتهوون (پدربزرگ) در مارس ۱۷۳۳، یعنی در ۲۱سالگی، به بن نقل مکان کرد. او در ۱۷ سپتامبر ۱۷۳۳ با ماریا یوزفا پُل/ بال (Maria Josepha Poll/ Ball) ازدواج کرد. یوهان، پدر لودویگ (آهنگساز بزرگ) در آن شهر به دنیا آمد.